# Alfa Romeo Grand Prix
De Alfa Romeo Grand Prix is een racewagen van het Italiaanse automerk Alfa Romeo. De wagen werd ontwikkeld voor een nieuwe raceklasse waarin wagens maximum 1100 kilogram mochten wegen en een cilinderinhoud van 4,5 liter mochten hebben. 
In 1914 kwam het eerste ontwerp van Giuseppe Merosi op tafel voor de Alfa Grand Prix. De motor van deze wagen was een 4458 cc viercilindermotor van 88 pk met een topsnelheid van 140 km/u. Door de komst van de Eerste Wereldoorlog moesten de plannen voor in productie te gaan met deze wagen uitgesteld worden. Uiteindelijk kon pas in 1920 in productie getreden worden met een racewagen. Nicola Romeo vroeg hiervoor een update van de in 1914 ontworpen Grand Prix aan Merosi. De vernieuwde Alfa Romeo Grand Prix had 102 pk en een topsnelheid van bijna 150 km/u.